# Andevotus
Andevotus of Andevoto  is de naam van een legeraanvoerder uit Spanje die in de eerste helft van de 5e eeuw eeuw tegen de Sueven streed.
Omtrent zijn identiteit is slechts summiere informatie bekend, die bovendien voor tweeërlei uitleg vatbaar is. Sommige historici beschouwen hem als een Romeinse generaal, anderen zie hem meer als een Vandaalse aanvoerder  die met een deel van het Vandaalse volk, niet de oversteek naar in 429 Afrika maakten. In dat geval  zou Andevotus de Latinisering zijn van het Germaanse eigennaam Anduit, die zowel voorkwam bij  de Vandalen en de Goten. Andevotus wordt genoemd in de Geschiedenis van de Suevi (Historia Suevorum) van Isidorus van Sevilla.
Hij werd door de Suevische koning Rechila verslagen in het begin van diens regering aan de oevers van de rivier de Genil. Vervolgens werd Andevotus’  schat in Baetica door Rechila afhandig gemaakt. 

## Primaire bronnen
- Hydatius, Chronica, XIV
- Isidorus van Sevilla, Historia Gothorum 85